# Worsley (Alberta)
Pour les articles homonymes, voir Worsley.
Worsley est un hameau situé dans la province d'Alberta, dans le centre-ouest.